# Parafia Ciała i Krwi Pańskiej w Mysłowicach
Parafia Ciała i Krwi Pańskiej – rzymskokatolicka parafia w Mysłowicach, w dzielnicy Ławki. Parafia należy do archidiecezji katowickiej. Została erygowana 10 stycznia 1988 r. jako parafia tymczasowa, a 1 stycznia 1993 r. została erygowana parafia pełnoprawna. Kościół parafialny poświęcił abp Damian Zimoń w 1994 r. Budowę kościoła prowadził ks. Stanisław Achtelik.